# Laura Worsøe
Laura Frederikke Worsøe Nielsen (født 28. oktober 2001 i Odense, Danmark) er en kvindelig dansk fodboldspiller, der spiller målvogter for Sundby Boldklub i Elitedivisionen og Danmarks kvindefodboldlandshold.

## Karriere

### Klubhold
Worsøe har siden den 10. september 2018, optrådt for Odense Q som både liga- og 1. divisionshold. I 2021/22-sæsonen vandt hun med klubben grundspillet i kvindernes 1. division, men underpræsterede i kvalifikationsrækken og oprykkede dermed ikke til Gjensidige Kvindeliga.

### Landshold
Hun har flere gange optrådt for de danske ungdomslandshold og deltog under U/19-EM i fodbold for kvinder 2018 i Schweiz som bare 16-årig.
I maj 2022 blev hun for første gang udtaget til A-landsholdet, til en officiel venskabskamp mod Østrig i Wiener Neustadt. Hun blev indskiftet efter pausen i 46. minut, som erstatning for Katrine Svane. Her holdte hun målet rent til slutfløjtet i Danmarks 2–1 sejr.
Efterfølgende blev hun, den 16. juni samme år, udtaget til landstræner Lars Søndergaards trup til EM i fodbold for kvinder 2022 i England.